# 温江地区
温江地区是1970年至1983年间四川省下属的地区。

## 历史
- 1950年，设温江专区。
- 1970年，温江专区改为改为温江地区，辖温江县、郫县、灌县、彭县、什邡县、金堂县、广汉县、新都县、双流县、新津县、蒲江县、邛崃县、大邑县、崇庆县共14县。
- 1977年，金堂县、双流县划归成都市，温江地区辖12县。
- 1983年3月，温江地区撤销，辖区12县并入成都市。温江地区行政公署所在地温江县（今温江区）成为成都的卫星城。
- 1983年8月18日，随温江地区撤销划归成都的什邡县和广汉县划归德阳市代管，并延续至今。